# Den gyllene paviljongens tempel
Den gyllene paviljongens tempel (japanska: 金閣寺, Kinkaku-ji) är en roman av Yukio Mishima utgiven 1956. 1962 gavs boken ut på svenska, i översättning från engelskan av Torsten Blomkvist. Boken är inspirerad av verklighetens Kinkakuji i Kyoto, och den unga buddhistiska munk som brände ner det 1950. I boken heter munken Mizoguchi och lider av stamning och en besatthet av skönhet (samt, i allt mer växande grad, förgörandet av densamma). Han ackompanjeras av sin cyniska, klumpfotade vän Kashiwagi.
Boken filmatiserades 1958 av regissören Kon Ichikawa under titeln Enjo.